# Stygnus marthae
Stygnus marthae is een hooiwagen uit de familie Stygnidae.